# Fisherman’s Friends 2 – Eine Brise Leben

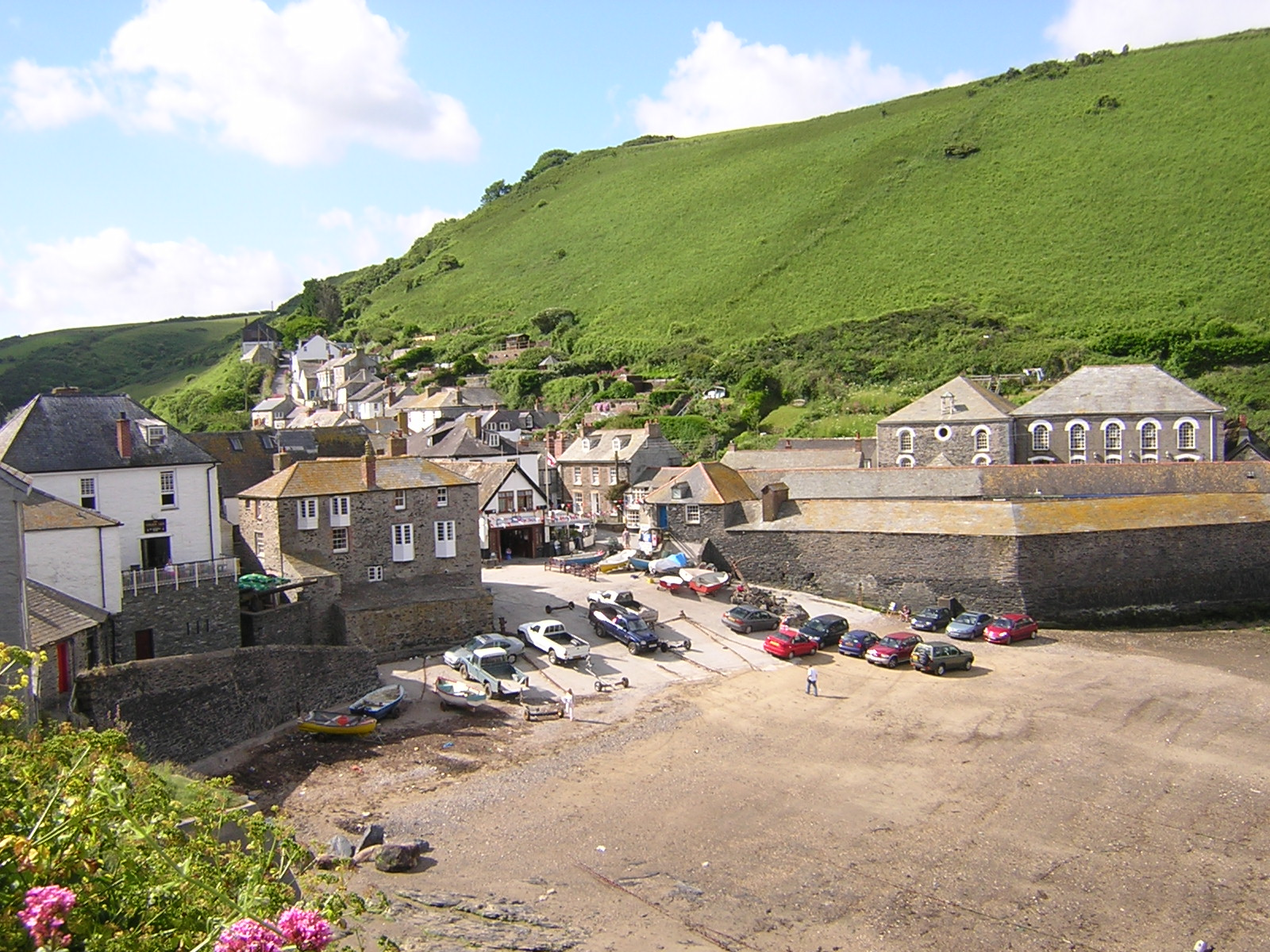
Hafen von Port Isaac

Fisherman’s Friends 2 – Eine Brise Leben (Arbeitstitel Fisherman’s Friends 2 – Gegen den Wind, auf das Leben!) ist ein britischer Kinofilm, der die Geschichte der The Fisherman’s Friends weitererzählt, einer aus Fischern bestehenden Folkband aus Cornwall. Der Film ist die Fortsetzung des 2019 erschienenen ersten Teils Fisherman’s Friends – Vom Kutter in die Charts und ebenfalls im Stil einer romantischen Komödie angelegt. Kinostart ist voraussichtlich der 24. August 2023.

## Handlung
Fisherman’s Friends 2 – Eine Brise Leben ist die Fortsetzung des Films Fisherman’s Friends aus dem Jahr 2019 und erzählt die Geschichte des Shanty-Chors aus Cornwall weiter. Nachdem die Fisherman’s Friends überraschenden Erfolg mit ihrem ersten Album hatten, sehen sie sich nun neuen Herausforderungen gegenüber. Die Bandmitglieder haben Schwierigkeiten, mit ihrem plötzlichen Ruhm umzugehen, und während eines Auftritts bricht die Situation zusammen. Dies führt dazu, dass sie von ihrer Plattenfirma fallengelassen werden.
Doch anstatt aufzugeben, kämpfen die Musiker darum, ihre Karriere zu retten. Durch einen PR-Stunt sichern sie sich einen Auftritt auf dem berühmten Glastonbury Festival, was zu ihrem potenziellen internationalen Durchbruch führen könnte. Dabei steht die Frage im Raum, ob dieser Erfolg das Richtige für die bodenständigen Männer aus Cornwall ist oder ob sie lieber zu ihren Wurzeln zurückkehren sollten.
Der Film zeigt erneut die charmante und bodenständige Dynamik der Band, die mit Humor und Gemeinschaftssinn gegen die Widrigkeiten kämpft. Dabei stehen die Seemannslieder und die malerische Kulisse Cornwalls weiterhin im Mittelpunkt.

## Rezeption
Die Website Rotten Tomatoes ermittelte einen Wert von nur 39 Prozent positive Kritiken für Fisherman’s Friends 2. So vergab Wendy Ide im The Guardian einen von fünf möglichen Sternen und bezeichnete den Film als völlig sinnlose Fortsetzung, für die nur sehr wenig Handlung übrig geblieben sei. Etwas positiver fiel mit zwei Sternen die Bewertung von Telegraph-Kritiker Robbie Collin aus. Fisherman’s Friends 2 habe durchaus seine Momente, hinterlasse aber einen schlechten Nachgeschmack. Auch Collin sieht das Problem, ausreichend passables Material für einen zweiten Film zusammenzubekommen. Die Handlung wirke wie am Whiteboard konstruiert, viele Dialoge seien nervtötend offensichtlich und selbst die Musik gebe dem Film nicht viel Auftrieb. Positiv hebt Collin die Leistung des Schauspielers James Purefoy hervor.